# Petar Šimunović
Petar Šimunović (Dračevica na Braču, 19. veljače 1933. – Split, 5. kolovoza 2014.), hrvatski jezikoslovac, onomastičar i dijalektolog, član Razreda za filološke znanosti i član Predsjedništva Hrvatske akademije znanosti i umjetnosti. 

## Životopis
Akademik Petar Šimunović rodio se 19. veljače 1933. u Dračevici na otoku Braču.
Maturirao u splitskoj Klasičnoj gimnaziji, diplomirao hrvatski i francuski na Filozofskom fakultetu u Zagrebu, gdje je i magistrirao te doktorirao temom Toponimija otoka Brača. Od 1964. zaposlen u Institutu za jezik JAZU (danas Institut za hrvatski jezik i jezikoslovlje, od 1970. znanstveni suradnik i voditelj Onomastičkog odjela, od 1979. znanstveni savjetnik, sada ima počasno zvanje zaslužnog znanstvenika na istom Institutu. Redoviti je član Hrvatske akademije znanosti i umjetnosti od 1991. od iste godine predsjednik njezina Onomastičkog odbora, a od 2004. je tajnik njezina razreda za filološke znanosti. Bio je stipendist Humboldtove zaklade u Slavenskom institutu u Kölnu gdje mu je mentor bio Reinhold Olesch. Na Sveučilištu u Kölnu predavao je 1994. – 1998. kao gost profesor. U povodu 65-godišnjice njegova života to Sveučilište je u Šimunovićevu čast organiziralo Međunarodni znanstveni skup o slavenskoj onomastici. Autor je odnosno suautor više od 500 bibliografskih jedinica, od čega tridesetak knjiga.
Šimunović je bio vodeći hrvatski onomastičar, ali dva njegova kapitalna djela pripadaju dijalektologiji: Čakavisch-deutsches Lexikon (Čakavsko njemački rječnik), te Rječnik bračkih čakavskih govora koji smatra „namirbom duga svojem zavičajnom otoku“..

## Nagrade i priznanja
- 1983. godine Nagrada Općine Brač za istaknutu znanstvenu djelatnost
- 1984. godine Republička nagrada “Božidar Adžija” za istaknutu znanstvenu aktivnost
- 1998. godine Red Danice hrvatske s likom Ruđera Boškovića
- 2001. godine Nagrada za životno djelo Hrvatskoga sabora - najviše državno priznanje za njegov cjelokupni znanstveni rad.
- 2009. Državna nagrada za znanost Republike Hrvatske u području humanističkih znanosti

## Knjige (nepotpun popis)
- Toponimija otoka Brača (1972.)
- Leksik prezimena SR Hrvatske (1976., ur. s Valentinom Putancem)
- Čakavisch-deutsches Lexikon I (1979., čakavski rječnik, suautori Mate Hraste i Reinhold Olesch)
- Čakavisch-deutsches Lexikon II (1981., popis pojmova na njemačkome, suautor Reinhold Olesch)
- Čakavisch-deutsches Lexikon III (1983., čakavski tekstovi, suautor Reinhold Olesch)
- Prezimena i naselja u Istri (I-III, 1985. – 1986., ur. s Josipom Bratulićem)
- Naša prezimena (1985.)
- Istočnojadranska toponimija (1986.)
- Hrvatska prezimena (1995.)
- Toponimija hrvatskoga jadranskog prostora (2005.)
- Rječnik bračkih čakavskih govora (2006.)
- Hrvatski prezimenik (2008.) ur. s Franjom Maletićem

## Vanjske poveznice

### Sestrinski projekti
|  | Wikicitati imaju zbirke citata o temi Petar Šimunović |